# セルウィリア (小マルクス・アエミリウス・レピドゥスの妻)
セルウィリアまたはセルウィリア・ウァティア (ラテン語: Servilia, Servilia Vatia) は、共和政ローマの女性。一旦はオクタウィアヌス（後の皇帝アウグストゥス）と婚約したが、オクタウィアヌスがクロディア・プルクラと結婚するために婚約を破棄したために、代わりにその同僚であるマルクス・アエミリウス・レピドゥスの息子小レピドゥスと結婚した。

## 生涯

### 幼少期
セルウィリアはガイウス・ユリウス・カエサルの支持者で執政官を務めたプブリウス・セルウィリウス・ウァティア・イサウリクスと、カエサルの愛人で共和政末期の重要人物であったセルウィリア・カエピオニスの娘ユニア・プリマとの間に生まれた娘だった。それゆえセルウィリアは、ユニア・セクンダ（レピドゥスの妻）、ユニア・テルティア（ガイウス・カッシウス・ロンギヌスの妻）、マルクス・ユニウス・シラヌス、そしてカエサルの暗殺者マルクス・ユニウス・ブルトゥスらの姪にあたる。

### 婚約と結婚
セルウィリアは当初オクタウィアヌスと婚約していた。父がオクタウィアヌスの支持者であり、母が第二次三頭政治でオクタウィアヌスと組んだレピドゥスの義姉だったことから、この婚約はオクタウィアヌスとイサウリクス、レピドゥスの3者の関係を強めることを意図した政治的なものであったと考えられる。しかしその後、婚約は破棄され、オクタウィアヌスにはクロディア・プルクラが嫁いだ。セルウィリアは代わりに、レピドゥスの息子小レピドゥスと結婚した。これはおそらく、オクタウィアヌスの婚約破棄で生まれたわだかまりを和らげるため、彼女の母とレピドゥスが取りまとめたものと考えられている。

### 死
紀元前31年、小レピドゥスは父の追放（そしておそらくは妻セルウィリアからの軽蔑）ゆえに、オクタウィアヌス暗殺と父の復帰を画策したが、露見して死刑を宣告された。夫の死に際して、セルウィリアは自殺した。その死に方について、古代の文献には彼女が焼けた石炭を飲み込んだとするものがあるが、それはあまりにもゴシック的であるとして、実際には毒をあおったのだろうとする説もある。当時のローマでは、未亡人が自殺することは極めて大きな献身の表れであると考えられていた。また彼女の死に様は、歴史上でマルクス・ブルトゥスの妻ポルキアの死に様と混同されたのではないかともいわれている。

## 研究
過去の一部の歴史家はセルウィリアとアウグストゥスが実際に結婚していたとする者もいたが、現在では両者の関係は婚約にとどまったとするのが定説である。
アエネーイスに登場するラウィーニアは、セルウィリアをモデルとした部分もあるといわれている。

## 小説での描写
セルウィリアはオーストリアの小説家コリーン・マッカラの『マスターズ・オブ・ローマ』シリーズに登場する。まずThe October Horseでは、オクタウィアヌスがセルウィリアとの結婚をその父イサウリクスに約束するが、その時点ではセルウィリアはまだ若すぎたので、オクタウィアヌスは真に愛せる女性を見つけられるまで婚約したままでいようとした、とされている。またマッカラの2007年の作品Antony and Cleopatraの中で度々セルウィリアを登場させている。ここでは彼女は、オクタウィアヌスがあまり興味を示さず、代わりにレピドゥスと結婚しようとしていることを知っている処女である、という説明がされている。